# Símias de Tebas
Símias de Tebas foi um discípulo de Sócrates e amigo de Cebes. Na obra Memorabilia, de Xenofonte, Símias é incluído no círculo íntimo dos seguidores de Sócrates. Ele aparece nos seguintes diálogos de Platão: Fédon, Críton Fedro, e na Epístola XII.

## Personagem no Fédon de Platão
Símias é um dos interlocutores no Fédon de Platão. Este é um diálogo socrático por Platão, pelo que a analogia apresentada nele pela personagem Símias, apesar de resumida aqui, não reflete necessariamente as ideias de Símias histórico.
Argumento da harmonia'
1. O corpo é visível, composto e mortal.
2. A harpa é visível. composta e mortal.
3. Quando a harpa é destruída, a harmonia que dela advém, que é etérea, invisível e divina, é também destruída.
4. A alma é como uma harmonia das partes do corpo. Se o corpo é destruído, a harmonia não pode sobreviver.

Sócrates rebate a exposição de Símias com quatro diferentes argumentos::
1. O argumento da harmonia é uma contradição com o argumento da anamnese, com o qual Símias já havia concordado antes.
2. Se a alma for uma harmonia e os corpos podem ter sintonias diferentes, então existirão mais ou menos almas, o que não seria possível.
3. A virtude é a harmonização própria da alma, e o vício a falta de tal harmonização. Mas se a alma é ela própria uma harmonização, então a virtude e o vício seriam uma harmonização de uma harmonização. Mas a harmonização não pode participar na não-harmonização. Então, se a alma é uma harmonização perfeita, ela não pode ter virtude ou vício.
4. A alma é o princípio que governa o corpo. Mas a harmonia é governada pelo material constituinte do instrumento musical. Por analogia, isso faria com que se considerasse o corpo como governante da alma.

Logo, a argumentação de Símias não poderá ser admitida.

## Tradição posterior
Em acrescento às referências em Platão e Xenofonte, Diógenes Laércio menciona Símias como autor de 23 breves diálogos, agora perdido, incluído Sobre a Filosofia e Sobre a Música
Símias aparece também como personagem na obra de Plutarco, De Genio Socratis.